# 洪子鵬
洪子鵬，學成自世新大學廣電系電影組，在影視產業鏈中擔任過多種職位，擁有豐富實務經驗，2017與2018年發表導演作品公視新創電影《林投記》、《靈佔》首部執導同時擔任編劇的電視劇作品為《靈異街11號》。而《76號恐怖書店之恐懼罐頭》也是洪子鵬導演的作品。2021年，與《想見你》製作團隊合作執導《無神之地不下雨》。
2024年推出時代劇影集《商魂》，並入圍第59屆金鐘獎最佳迷你劇集等六大獎。

## 導演作品

### 劇集
- 2019《靈異街11號》
- 2021《無神之地不下雨》
- 2022《親愛壞蛋》
- 2024《商魂》
- 2025《微醺大飯店1980s》
- 2026《新手上路》

### 電視電影
- 2017《林投記》公視新創電影[1][2]
- 2018《靈佔》公視新創電影
- 2019《魚躍龍門》緯來自製電影
- 2019《76号恐怖書店之恐懼罐頭-計程車》
- 2019《76号恐怖書店之恐懼罐頭-捉迷藏》
- 2020《公視人生劇展－陽光電台不打烊》

## 編劇作品
- 2017《曙暮光》入圍106年優良電影劇本獎
- 2018《魚躍龍門》
- 2018《靈佔》
- 2019《靈異街11號》
- 2020《陽光電台不打烊》

## 參與作品
- 《外鄉女》後期導演
- 《紫色大稻埕》後期執行
- 《台北愛情捷運》副導演、後期執行
- 《大稻埕》助理導演、後期執行
- 《含笑食堂》場記